# Isryggen
Isryggen är en bergstopp i Antarktis. Den ligger i Östantarktis. Norge gör anspråk på området. Toppen på Isryggen är 905 meter över havet, eller 36 meter över den omgivande terrängen. Bredden vid basen är 5,3 km.
Terrängen runt Isryggen är huvudsakligen platt, men åt nordost är den kuperad. Trakten är obefolkad. Det finns inga samhällen i närheten.